# Bukoba Urban (huyện)
Bukoba Urban là một huyện thuộc vùng Kagera, Tanzania. Thủ phủ của huyện Bukoba Urban đóng tại Bukoba. Huyện Bukoba Urban có diện tích 80 ki lô mét vuông. Đến thời điểm điều tra dân số ngày 25 tháng 8 năm 2002, huyện Bukoba Urban có dân số 80868 người.